# Luigi Pareyson
 (novembre 2007).
Si vous disposez d'ouvrages ou d'articles de référence ou si vous connaissez des sites web de qualité traitant du thème abordé ici, merci de compléter l'article en donnant les références utiles à sa vérifiabilité et en les liant à la section « Notes et références ».
Luigi Pareyson (né le 4 février 1918 à Piasco, dans la province de Coni, au Piémont et mort à Rapallo le 8 septembre 1991) est un philosophe italien contemporain.

## Biographie
Luigi Pareyson naît le 4 février 1918 à Piasco, dans la région du Piémont.
Très précoce, il dirige son premier cours à seulement dix-sept ans, à la rentrée 1935-1936, au Lycée "Cavour" de Turin. Il fréquente très jeune Karl Jaspers, à Heidelberg, et quelques années après il enseigne la philosophie au lycée littéraire de Coni (près de Turin).
Arrêté brièvement à cause de son activité antifasciste et ses activités politiques et sociales clandestines, il enseigne à partir de 1945-1946 l'histoire de la philosophie à l'université avant d'être appelé pour occuper la chaire d'esthétique, créée pour lui, à l'université de Turin.
Entre 1964 et 1984, il enseigne la philosophie théorétique.
Il est le fondateur de la revue d'esthétique "Rivista di Estetica", qu'il dirigea longtemps, ainsi que de plusieurs collections philosophiques chez de grands éditeurs italiens (Mursia, Zanichelli, Bottega d'Erasmo).
Il a été membre de l'Académie des "Lincei" en Italie, ainsi que de l'Institut International de Philosophie.
Parmi ses élèves les plus célèbres on pourra citer Umberto Eco et Gianni Vattimo, (dont il dirigea respectivement la thèse sur Thomas d'Aquin et la thèse sur Aristote), Giuseppe Riconda (président par ailleurs du Centre d'Etudes philo-religieuses Luigi Pareyson, à l'Université de Turin), Sergio Givone et Mario Perniola (qui sont parmi les plus grands représentants de l'esthétique italienne aujourd'hui), et bien d'autres.
Pareyson passe les dernières années de sa vie à écrire (cf. Ontologie de la liberté) et à suivre les traductions de ses nombreux ouvrages (cf. par exemple Esthétique - Théorie de la Formativité, récemment paru en français).

## Pensée
À la fois passionné par l'histoire de la philosophie et ses grands représentants et par les questions théoriques générales, Luigi Pareyson a à son actif un très grand nombre d'ouvrages qui ont marqué la pensée philosophiques italienne et étrangère : à côté de ses analyses sur Fichte, Schelling, l'esthétique du Romantisme, Jaspers, Heidegger et Gabriel Marcel, on trouve des textes originaux à la fois dans leur perspective et dans la synthèse que l'auteur opère entre philosophie et approche religieuse.
Philosophe catholique, parmi les premiers interprètes italiens de l'existentialisme (La philosophie de l'existence et Karl Jaspers, 1940; Etudes sur l'existentialisme, 1943), il s'est engagé rapidement dans l'effort de renouveau de l'interprétation de l'idéalisme allemand (Fichte, 1950; Schelling, 1975) et donc dans la formulation d'une théorie herméneutique (Vérité et interprétation, 1971).
Pour Luigi Pareyson, la valeur existentialiste du sujet est à la fois une liberté (concept essentiel dans la pensée du philosophe italien), une responsabilité et un danger, mais aussi comme une porte vers la vérité et une contingence. D'où l'idée de l'interprétation, qui (à la différence de l'objectivisme scientifique) est un exercice périlleux de la liberté subjective, mettant en jeu la responsabilité de l'interprète, mais aussi comme une source inépuisable - grâce aux "points de vue" qu'elle suscite.
La bibliographie complète des œuvres de Luigi Pareyson, en italien, est publiée par les éditions Trauben (Turin, 1998) sous la direction de Francesco Tomatis; ses ouvrages sont activement traduits (notamment par Gilles A. Tiberghien) et publiés en France depuis quelques années.

## Ouvrages
Voici la bibliographie complète (par ordre chronologique selon la date de parution) de Luigi Pareyson, tirée elle-même du livre de Francesco Russo, Esistenza e libertà - Il pensiero di Luigi Pareyson, Roma, Armando editore, 1993.
(Les titres des ouvrages traduits en français sont suivis de la référence de leur édition française).
- La ricerca filosofica. Significato, presupposti, limiti. I. Il significato della ricerca filosofica e l’esistenzialismo, “ Archivio di filosofia ”, 1939, 4, p. 293-308
- La filosofia dell’esistenza e Carlo Jaspers, Loffredo, Napoli, 1940; deuxième édition: Karl Jaspers, Marietti, Casale Monferrato, 1983
- Studi sull’esistenzialismo, Sansoni, Firenze, 1943 (deuxième édition: 1971)
- Contributo a una discussione, dans Il Primo Convegno del Centro Studi filosofici cristiani (Gallarate, 22/24 ottobre 1945), Liviana, Padova s.d. (1950), p. 17-19, 25-26, 35-36, 50-71, 53-74.
- Traduction, introduction et commentaire de G. A. Fichte, Rivendicazione della libertà di pensiero et Sul rispetto dello Stato per la verità, Chiantore, Torino, 1945
- Recension de Tommaso Campanella, Poetica, dans “ Rivista di Filosofia ”, 1946, 3-4, p. 214-219
- Traduction et introduction de G. A. Fichte, Prima introduzione alla dottrina della scienza, “ Rivista di Filosofia ”, 1946, 3-4, p. 175-203
- Vita, arte, filosofia, Istituto di Filosofia della Facoltà di Lettere dell’Università di Torino, Torino, 1947
- Traduction, introduction et commentaire de J. Locke, Due trattati sul governo e altri scritti politici et de R. Filmer, Il patriarca, Unione Tipografico-Editrice, Torino, 1948 (troisième édition: 1982)
- La filosofia italiana contemporanea, dans Actas del primer Congreso Nacional de Filosofía, Mendoza, Argentine, 30 mars - 9 avril 1949), Universidad Nacional de Cuyo, vol. V, p. 480-492
- Il Congresso di Mendoza, “ Filosofia ”, 1950, 3, p. 455-461
- Esistenza e persona, Taylor, Torino, 1950 (troisième édition: 1966; quatrième édition: Il Melangolo, Genova, 1985*
- L’Estetica dell’idealismo tedesco, Primo Volume, Edizioni di Filosofia, Torino, 1950
- Traduction et introduction de G. A. Fichte, La seconda dottrina della scienza (1798), “ Rivista di Filosofia ”, 1950, 3, p. 191-202
- Fichte. Il sistema della libertà, Edizioni di Filosofia, Torino, 1950; deuxième édition: Mursia, Milano, 1976
- Recension de A. Aliotta, L’estetica di Kant e degli idealisti romantici, “ Filosofia ”, 1951, 1, p. 141-149
- Libertà e peccato nell’esistenzialismo, dans Esistenzialismo e Cristianesimo (Leçons tenues au VI Convegno giovanile à Assisi), Pro Civitate Christiana, Assisi, 1952, p. 67-88
- Unità della filosofia, “ Filosofia ”, 1952, fascicolo 1, p. 83-96
- Préface et conclusion de G. W. F. Hegel, Introduzione alla storia della filosofia, Laterza, Bari, 1953; cinquième édition: Laterza, Roma-Bari, 1982
- Estetica. Teoria della formatività, Edizioni di Filosofia, Torino, 1954; troisième édition: Sansoni, Firenze, 1974; quatrième édition: tascabili Bompiani, Milano, 1988* (Esthétique - Théorie de la Formativité, trad. Gilles A. Tiberghien et Rita Di Lorenzo, Paris, Editions de l'Ecole Normale, 2007)
- L’etica di Augusto Guzzo, dans AA. VV., Augusto Guzzo, Edizioni di Filosofia, Torino, 1954, p. 55-86; deuxième édition: 1964, p. 76-116
- Il III Congresso Internazionale di Estetica, “ Rivista di estetica ”, 1956, 3, p. 120-132
- L’estetica giovanile di Goethe, Viretto, Torino, 1957 (cours universitaire de l’année 1956/57)
- L’estetica preclassica di Goethe, Viretto, Torino, 1958 (cours universitaire de l’année 1957/58)
- Recension de J. P. Eckermann, Colloqui con il Goethe, G. Sichardt, Das Weimarer Liebhabertheater unter Goethes Leitung, P. Menzer, Goethes Aestetik, “ Rivista di estetica ”, 1958, 1, p. 130-134
- Esecuzione dell’opera d’arte, “ Humanitas ” (Morcelliana), 1959, 12, p. 877-888
- Il concetto di abitudine, Viretto, Torino, 1959 (cours universitaire de l’année 1958/59)
- L’estetica di Paul Valéry, Viretto, Torino, 1959 (cours universitaire de l’année 1958/59)
- Recension de P. Bayle, Spinoza et de J. W. Goethe, Teoria della natura, “ Rivista di estetica ”, 1959, 2, p. 294-296
- L’estetica di Goethe e il suo viaggio in Italia, Viretto, Torino, 1960 (cours universitaire de l’année 1959/60)
- Il Quarto Congresso Internazionale di Estetica di Atene, “ Rivista di estetica ”, 1961, 1, p. 134-140
- L’estetica e i suoi problemi, Marzorati, Milano, 1961
- L’estetica di Novalis, Viretto, Torino, 1961 (cours universitaire de l’année 1960/61)
- L’estetica di Schiller, Viretto, Torino, 1962 (cours universitaire de l’année 1961/62)
- La prima estetica classica di Goethe, Gheroni, Torino, 1963 (cours universitaire de l’année 1962/63)
- Die Wahl der Philosophie nach Fichte, dans Epimeleia: Die Sorge der Philosophie um den Menschen (Festschrift für Helmut Kuhn), Pustet, München, 1963, p. 30-60
- L’estetica di Schelling, Giappichelli, Torino, 1964 (cours universitaire de l’année 1963/64)*
- I problemi dell’estetica, oggi, dans AA. VV., Arte e cultura contemporanea (par Pietro Nardi), Sansoni, Firenze, 1964, p. 623-639
- Teoria dell’arte. Saggi di estetica, Marzorati, Milano, 1965*
- L’etica di Kierkegaard nella prima fase del suo pensiero, Giappichelli, Torino, 1965 (cours universitaire de l’année 1964/65)
- I problemi dell’estetica, Marzorati, Milano, 1966 (il s’agit de la deuxième édition, réduite, de L’estetica e i suoi problemi)*
- Nel centenario di Croce, “ Coscienza ” (Mensuel du Movimento laureati di Azione Cattolica), 1966, 12, p. 332-333
- (avec Gianni Vattimo), Il problema estetico, dans AA. VV., Studio ed insegnamento della filosofia, vol. I, A.V.E. - U.C.I.I.M., Roma, 1966, p. 251-280
- Conversazioni di estetica, Mursia, Milano, 1966* (Conversations sur l’esthétique, Paris, Gallimard, coll. “ Bibliothèque de philosophie ”, 1992, trad. fr. et préface par Gilles A. Tiberghien)
- L’etica di Pascal, Giappichelli, Torino, 1966 (cours universitaire de l’année 1965/66)
- Il pensiero di Giacomo Soleri, discours officiel prononcé à l’Istituto Magistrale Statale de Saluces le 5 juillet 1966, à l’occasion du troisième anniversaire de sa mort, Saluces, 1966, p. 26-29
- Il pensiero etico di Dostoevskij, Giappichelli, Torino, 1967 (cours universitaire de l’année 1966/67)
- L’esperienza artistica. Saggi di storia dell’estetica, Marzorati, Milano, 1967; deuxième édition: 1974
- L’estetica di Kant, Mursia, Milano, 1968; troisième édition: 1984
- L’iniziativa morale, Giappichelli, Torino, 1969
- Etica ed estetica in Schiller, Giappichelli, Torino, 1969; deuxième édition: Mursia, Milano, 1983
- Recenti edizioni di Fichte, “ Cultura e scuola ”, 35 (juillet-septembre), 1970, p. 109-120
- Essere e libertà, Giappichelli, Torino, 1970 (cours universitaire de l’année 1969/70)
- Ultimi sviluppi dell’esistenzialismo, “ Terzoprogramma ”, 1970, 3, p. 15-24
- L’etica di Kierkegaard nella “ Postilla ”, Giappichelli, Torino, 1971 (cours universitaire de l’année 1970/71)
- Giacomo Amedeo Fichte, dans Grande Antologia Filosofica, vol. 17, Marzorati, Milano, 1971, p. 847-902
- Federico Guglielmo Giuseppe Schelling, dans Grande Antologia Filosofica, vol. 18, Marzorati, Milano, 1971, p. 65-78
- Verità e interpretazione, Mursia, Milano, 1971; troisième édition: 1982
- Il mondo dell’arte, dans AA. VV., L’opera e l’eredità di Hegel, Laterza, Bari, 1972, p. 33-48
- Gioele Solari e l’idealismo tedesco, dans Gioele Solari 1872-1952. Testimonianze e bibliografia nel centenario della nascita, Accademia delle Scienze, Torino, 1972, p. 33-36
- Préface de Piero Martinetti, Funzione religiosa della filosofia. Saggi e discorsi, Armando, Roma, 1972
- Introduction et commentaire de Piero Martinetti, Ragione e fede, Guida, Napoli, 1972
- Préface de Piero Martinetti, Saggi filosofici e religiosi, Bottega d’Erasmo, Torino, 1972
- L’œuvre d’art et son public, dans “ Proceedings of the VI International Congress of Aesthetics (Uppsala 1968) ”, Uppsala, 1972, p. 37-43
- Breve storia d’un concetto perenne, dans In memoriam Panayotis A. Michelis, Éditions de la Société hellénique d’esthétique, Athènes, 1972, p. 408-419*
- Attualità di Martinetti, discours pour l’inauguration de la 190e année universitaire de l’Accademia delle Scienze de Torino, 7 novembre 1972, dans “ Atti dell’Accademia delle Scienze di Torino ”, 107, 1973, 1, p. 27-35
- Réponse à l’enquête Parlano i filosofi italiani, “ Terzoprogramma ”, 1972, 3, p. 144-148
- Il poeta e la morte in Novalis, “ Rivista di estetica ”, 1972, 2, p. 145-161
- Les tâches de l'esthétique,traduction Daniel Giovannangeli, dans Coll., Approches de l'art, Bruxelles, La Renaissance du Livre, 1973, p. 31-41
- Introduction de F. W. J. Schelling, Scritti sulla filosofia, la religione, la libertà, Mursia, Milano, 1974
- Storicità e normatività della morale, dans AA. VV., Miscellanea di scritti filosofici in memoria di Santino Caramella, Atti della Accademia di scienze, lettere e arti di Palermo, Palermo, 1974, supplément n° 7, p. 239-250
- Schelling. Presentazione e antologia, Marietti, Torino, 1975 (deuxième édition)
- Minima schellingiana, “ Kant-Studien ”, 1975, 2, p. 231-241
- Socialità della filosofia, dans AA. VV., Scritti in onore di Cleto Carbonara, Giannini, Napoli, 1976, p. 684-691
- Un inedito distico latino di Schelling, “ Filosofia ”, 1976, 1, p. 47-54
- Présentation de M. F. Sciacca, Il magnifico oggi, Città Nuova Editrice, Roma, 1976, p. I-L
- Una poesia infantile di Schelling, dans “ Atti dell’Accademia delle Scienze di Torino ”, vol. III (1976-77), p. 323-329
- Schellingiana rariora (herausgegeben und eingeleitet von Luigi Pareyson), Bottega d’Erasmo, Torino, 1977
- Filosofia e verità (interview de Marisa Serra), “ Studi cattolici ”, n° 193 (1977), p. 171-179
- L’estetica musicale di Schelling, dans AA. VV., Scritti in onore di Salvatore Pugliatti, vol. V, Giuffrè, Milano, 1977, p. 727-756
- Un’occasione mancata, “ Filosofia ”, 1977 (28), p. 618-619
- L’esperienza della libertà in Dostoevskij, “ Filosofia ”, n° 29, janvier 1978, p. 1-16
- Problemi di un rapporto e indicazioni sistematiche, dans AA. VV., Persuasione e libertà nel mondo contemporaneo, Atti del IV Convegno delle “ Settimane mediterranee”, I, Manfredi, Palermo, 1979, p. 121-122
- La nuova edizione storico-critica di Schelling, “ Filosofia ”, janvier 1979, p. 45-90
- Lo stupore della ragione in Schelling, dans AA. VV., Romanticismo, esistnzialismo, ontologia della libertà, Mursia, Milano, 1979, p. 137-180
- Inizi e caratteri del pensiero di Santino Caramella, “ Giornale di Metafisica ”, 1979, fascicolo 2, p. 305-330
- L’ambiguità dell’uomo in Dostoevskij, “ Giornale di Metafisica ”, 1980 (2), p. 69-94
- Antonio Maddalena e la filosofie, dans “ Memorie dell’Accademia delle Scienze di Torino ”, V, 4, 1980, p. 329-335
- La sofferenza inutile in Dostoevskij, “ Giornale di Metafisica ”, (Nouvelle Série), IV, 1982, p. 123-170
- Du personnalisme existentiel à l’ontologie de la liberté, “ Notes et documents ”, Institut International Jacques Maritain, nouvelle série 14, avril-juin 1986, p. 18-39
- Filosofie ed esperienez religiosa, “ Annuario filosofico ”, n° 1 (1985), p. 7-72
- Tre lettere inedite di Schelling, “ Annuario filosofico ”, n° 1 (1985), p. 273-287
- La filosofia e il problema del male, “ Annuario filosofico ”, n° 2 (1986), p. 7-69
- Préface de la traduction italienne de R. Lauth, La filosofia trascendentale di J. G. Fichte, par C. Cesa, Guida, Napoli, 1986
- Pensiero ermeneutico e pensiero tragico, dans AA. VV., Dove va la filosofia italiana?, par J. Jacobelli, Laterza, Roma-Bari, 1986, p. 134-141
- Commemorazione di Augusto Guzzo, “ Annuario filosofico ”, n° 3 (1987), p. 255-266
- Filosofia dell’interpretazione (anthologie des écrits par M. Ravera), Rosenberg & Sellier, Torino, 1988
- Filosofo nel mistero del male (interview par Sergio Quinzio), “ La Stampa ”, 26 octobre 1988, p. 3
- Un “discorso temerario”: il male in Dio, “ Annuario filosofico ”, n° 4 (1988), p. 7-55
- Heidegger: la libertà e il nulla, “ Annuario filosofico ”, n° 5 (1989), p. 9-29
- Se muore il Dio della filosofia (interview par Ciro Sbailò), “ Il Sabato ”, année XII, n° 34 (26 août 1989), p. 58-63
- Filosofia della libertà, Il Melangolo, Genova, 1989 (Ontologie de la liberté - La souffrance et le mal, Paris, éd. de l’Éclat, 1998, trad. fr. et préface par Gilles A. Tiberghien)
- Io, filosofo della libertà (interview par Roberto Righetto), “ Avvenire ”, 28 février 1990, p. 15
- Dmitrij confuta Ivan, “ Annuario filosofico ”, n° 7 (1991), p. 11-30
- Nichilismo e cristianesimo (interview par Federico Vercellone), “ Annuario filosofico ”, n° 7 (1991), p. 31-34
- Dostoevskij - Filosofia, romanzo ed esperienza religiosa, Torino, Einaudi, 1993 (ouvrage posthume qui rassemble tous les écrits sur le romancier russe)